# Carl Michael Bellman

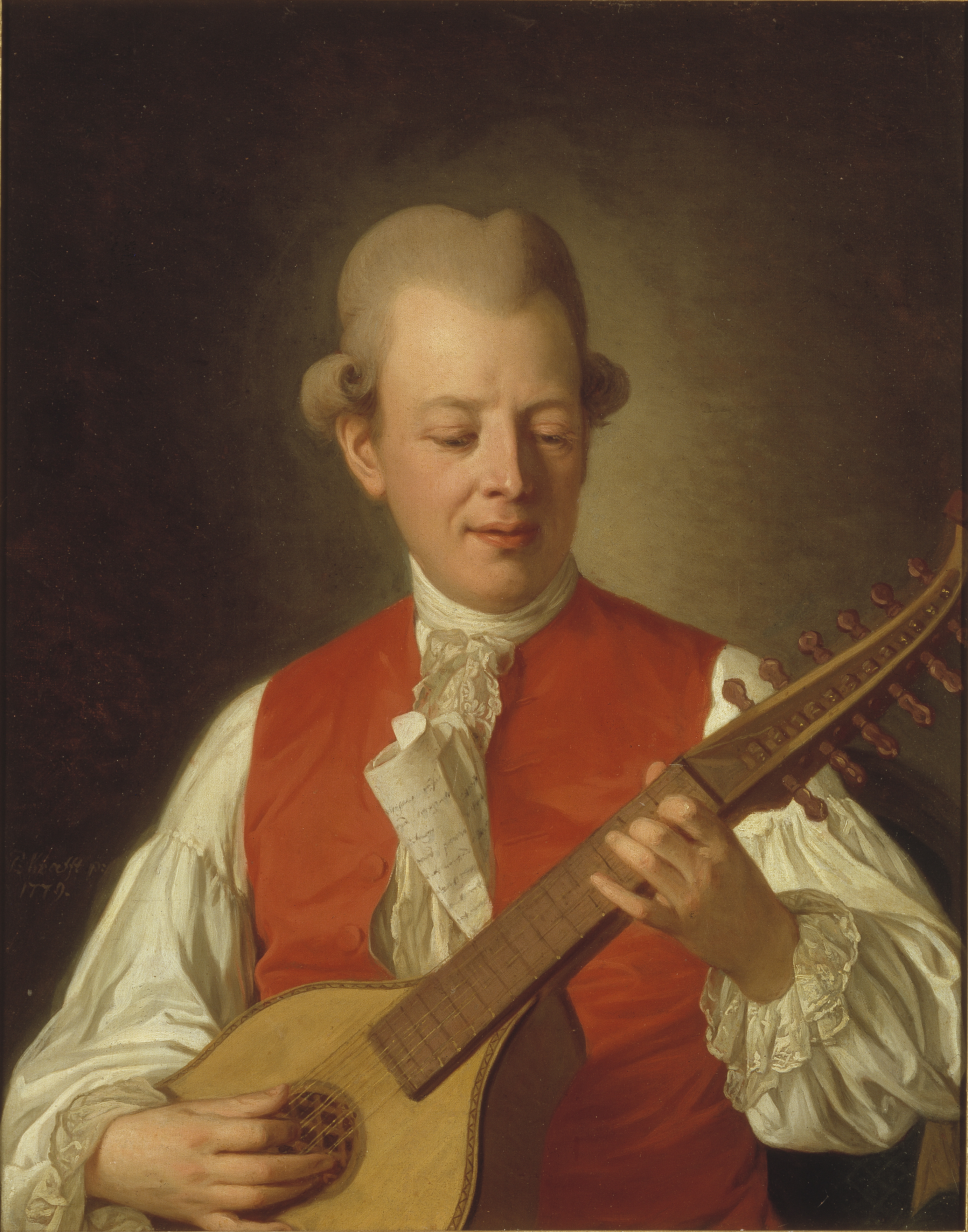
Carl Michael Bellman con su "cister" (Sitar, un tipo de laúd), según un retrato de Per Krafft (padre), 1779.

Carl Michael Bellman fue un poeta, cantautor, y trovador sueco, nacido el 4 de febrero de 1740 en Estocolmo y fallecido el 11 de febrero de 1795 en la misma ciudad. Se lo considera uno de los poetas nacionales suecos; su influencia sobre la literatura sueca ha sido comparada con la que Shakespeare ha tenido sobre la literatura inglesa. Es probablemente la figura más influyente del período romántico temprano sueco.
Su obra es muy diversa y rica, e incluye poemas, canciones, salmos y parodias basadas en juegos de palabras. Sus canciones presentan varios personajes que se han convertido en entrañables, entre ellos el relojero Fredman, el músico-pastor Movitz, el cabo Mollberg y la prostituta Ulla Winblad, así como otras figuras extraídas de las mitologías nórdicas, greco-romanas y bíblicas. 
Uno de sus trabajos más reconocidos es el ciclo de poemas "Fredmans epistlar" ("Epístolas de Fredman") y "Fredmans sånger" ("Canciones de Fredman"). Sus canciones incluyen melodías folclóricas de la época, así como creaciones propias (p. ej., "Fjäriln vingad syns på Haga", "Mirando a la mariposa alada en el parque de Haga").
Fue un gran bebedor y frecuentador de bares y posadas, y así sus canciones reflejan la sociedad de los barrios bajos de la época. Muchas de sus baladas son cantadas hasta hoy por grupos corales como Allmänna sången y Orphei drängar, así como la juventud sueca en general durante celebraciones estudiantiles.

## Biografía

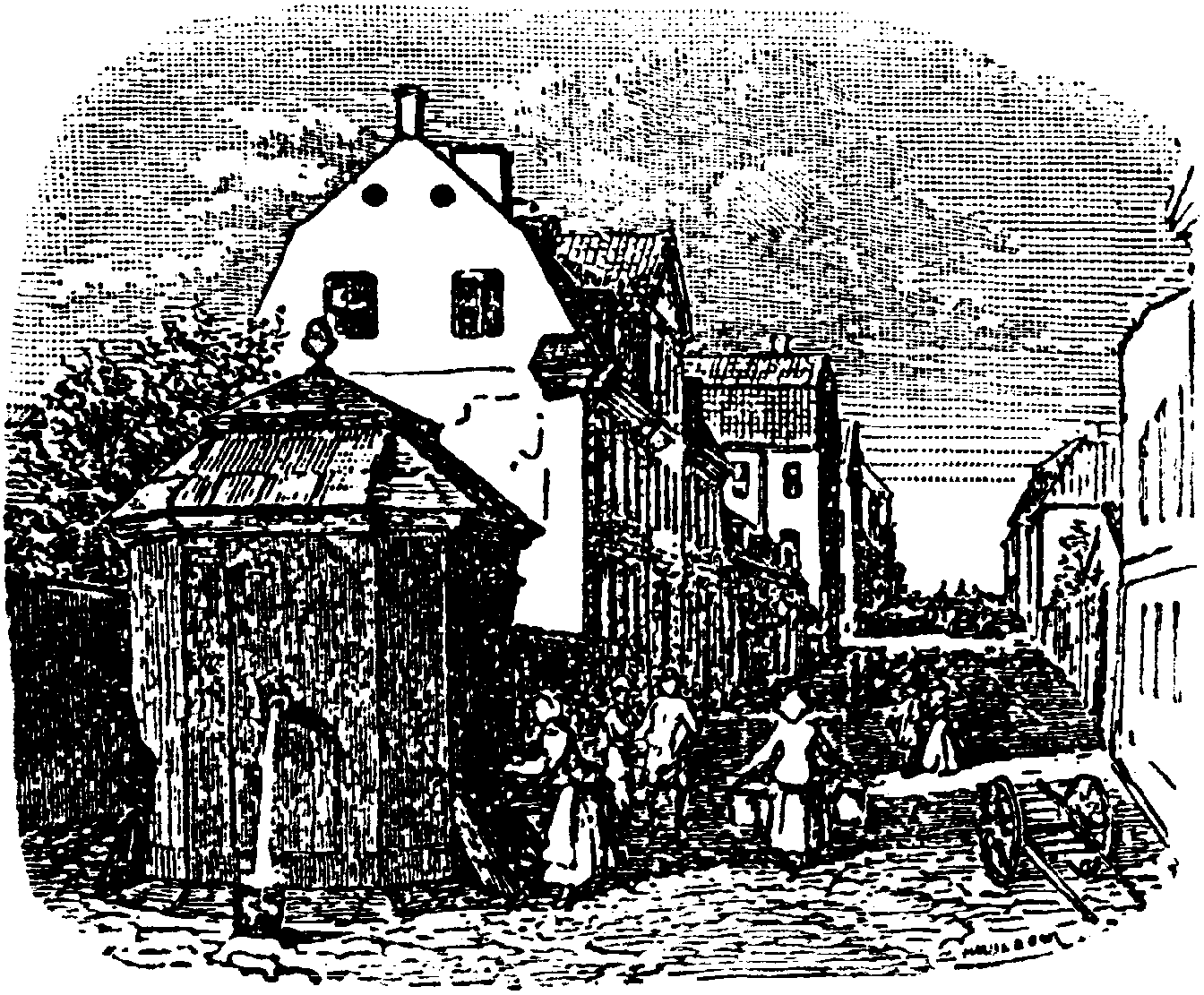
Casa natal de Bellman en Södermalm (extrada del Nordisk familjebok).

Carl Michael Bellman nació en 1740 en el barrio de Södermalm de Estocolmo en la casa grande de la familia Daurer (Stora Daurerska huset) en Hornsgatan, para luego mudarse a la casa pequeña ("Lilla Daurerska huset") de la callejuela Björngårdsbrunnsgränd, hoy llamada Bellmansgatan. Sus padres fueron el abogado Johan Arendt Bellman (hijo), secretario de la oficina del castillo real, y Catharina Hermonia, hija del pastor luterano Michael Hermonius.
Bellman comenzó sus creaciones en 1757 como poeta religioso y traductor. Sin embargo, era ya conocido en 1760 por sus "canciones de posada" ("dryckesvisor") como "Supa klockan öfver tolv", "Borrachera después de las doce" (Fredmans sång no. 10), y parodias bíblicas como el famoso poema "Gubben Noak", "El viejo Noé". De esa época es también su "Orden de Baco", una parodia a las órdenes aristocráticas más serias. Una versión acortada a una estrofa de "Gubben Noak" se utiliza como canción de cuna en Suecia:
Gubben Noak, gubben Noak
var en heders man.
När han gick ur arken,
plantera’ han på marken
mycket vin, ja, mycket vin, ja,
detta gjorde han.
Traducción: El viejo Noé, el viejo Noé/fue un hombre de honor./Apenas bajó de su arca/plantó en la tierra/muchas viñas, sí!, muchas viñas, sí!/eso fue lo que hizo.

## Fuentes

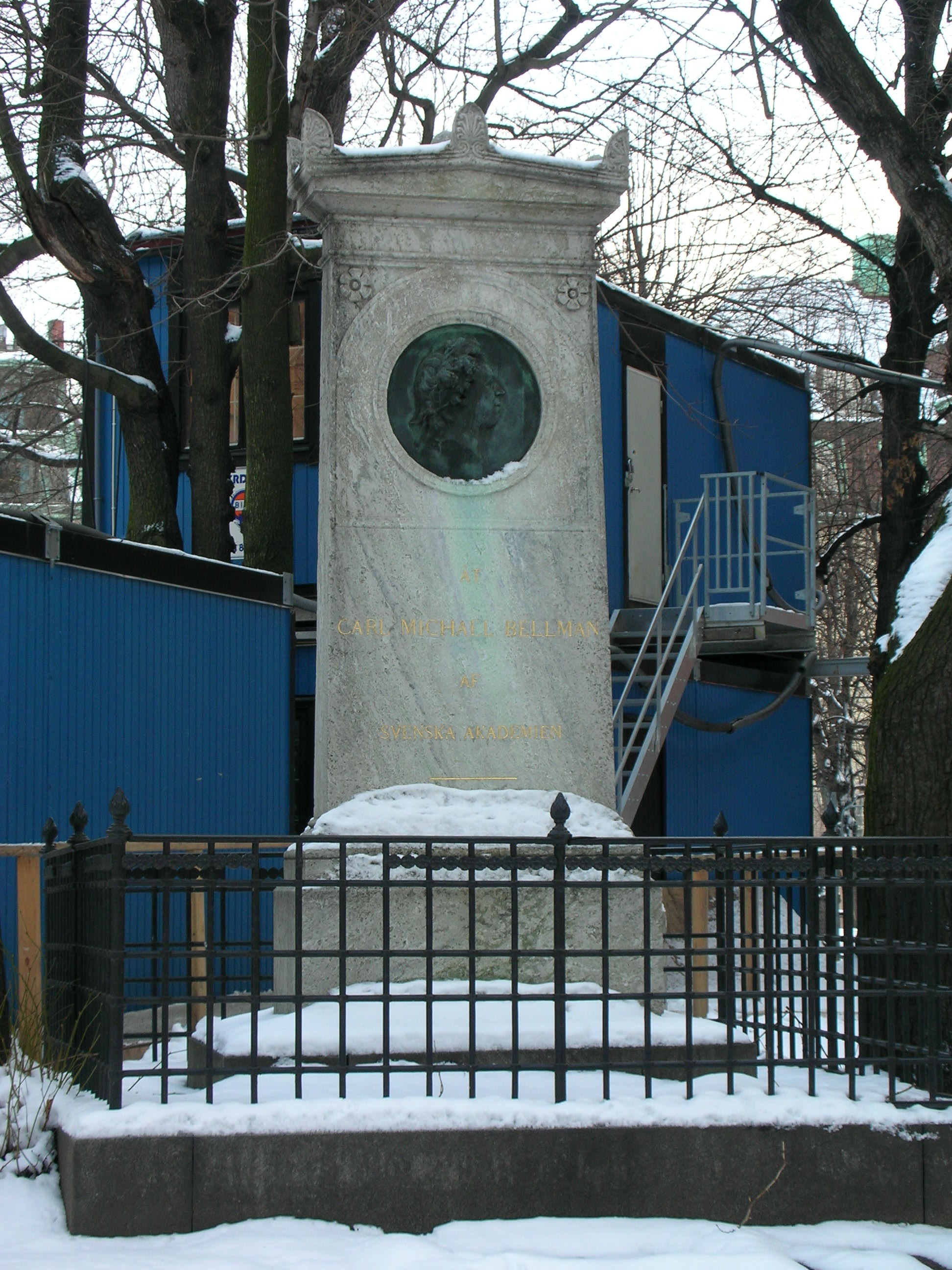
Monumento a Bellman en la iglesia de Santa Clara (Klara kyrka) en el centro de Estocolmo.